# Ariadna calilegua
Ariadna calilegua – gatunek pająka z rodziny czyhakowatych.
Gatunek ten został opisany w 2008 roku przez C.J. Grismado na podstawie 3 samców. Jako miejsce typowe autor wskazał Mesada de las Colmenas w Parku Narodowym Calilegua, od którego nazwy pochodzi epitet gatunkowy
Holotypowy samiec ma ciało długości 7,19 mm, a karapaks długości 3,68 mm i szerokości 2,4 mm. Barwa karapaksu i szczękoczułków jest pomarańczowobrązowa, zaś odnóży, nogogłaszczków i kądziołków przędnych żółtawa. Na pomarańczowobrązowym wardze dolnej i sternum obecne czarne kropki. Opistosoma biaława; na wierzchu ma ciemnoszarą plamę w kształcie strzały i poprzeczne przepaski za nią, na bokach podłużne pasy szarego koloru, a na spodzie rozmyte szarawe przepaski. Golenie dwóch pierwszych par odnóży mają makroszczecinki położone przednio-bocznie. Nadstopia pierwszej pary nóg są zakrzywione, ostatniej zaś mają grzebienie złożone z 5-6 makroszczecinek. Embolus charakteryzuje się obecnością blaszki na wierzchołku i gwałtowniejszym zakrzywieniem ku górze niż u A. mollis.
Pająk znany wyłącznie z północno-zachodniej Argentyny, gdzie zasiedla formację leśną yungas.